# Rapolla
Rapolla (Rapòddə in dialetto lucano) è un comune italiano di 4 084 abitanti della provincia di Potenza in Basilicata. Noto per la produzione vinicola (Malvasia, Aglianico e Moscato conservato nelle cavità di tufo vulcanico del Parco Urbano delle cantine), olivicola (l'olio extravergine di oliva) e turismo termale, collegato alla presenza di fonti di acque acidulo-ferruginose che sgorgano dalle tre sorgenti in contrada "Orto del Lago".

## Geografia fisica

### Territorio
È sito sul versante nord-orientale del massiccio del monte Vulture. Sorge su un crinale digradante ad est, delimitato a nord dal fiume Melfia (area fonti termali) e a sud dal fiume Ontrolmo (parco cantine) (entrambi tributari di destra del fiume Ofanto). Il resto del territorio si sviluppa a valle verso est lungo la S.S. n. 93 - via Barletta tra i due altipiani delle località Piano di Chiesa - Gelosìa - Cerro (sulla costa sud) e Braide - Piano di Ruca - Albero in Piano (sulla costa nord); all'estrema valle comprende le acque della diga del Rendina.
- Altitudine (in metri sul livello del mare)
  - Casa Comunale 450
  - Minima 191
  - Massima 927
  - Escursione Altimetrica 736
  - Zona Altimetrica: collina interna

### Clima
Non essendo bagnata dal mare e data la sua altitudine, Rapolla ha un clima temperato freddo, con piogge irregolari e presenti perlopiù nelle stagioni autunnali ed invernali, ed inverni rigidi con frequenti nevicate. Le estati sono piuttosto calde con un clima secco. La direzione prevalente dei venti è da ovest. Secondo i dati medi del trentennio 1961-1990, la temperatura media del mese più freddo, gennaio, si attesta a +5,6 °C, mentre quella del mese più caldo, agosto, è di +23,6 °C.
| RAPOLLA            | Mesi | Mesi | Mesi | Mesi | Mesi | Mesi | Mesi | Mesi | Mesi | Mesi | Mesi | Mesi | Stagioni | Stagioni | Stagioni | Stagioni | Anno |
| RAPOLLA            | Gen  | Feb  | Mar  | Apr  | Mag  | Giu  | Lug  | Ago  | Set  | Ott  | Nov  | Dic  | Inv      | Pri      | Est      | Aut      | Anno |
| ------------------ | ---- | ---- | ---- | ---- | ---- | ---- | ---- | ---- | ---- | ---- | ---- | ---- | -------- | -------- | -------- | -------- | ---- |
| T. max. media (°C) | 8,8  | 9,9  | 12,5 | 16,4 | 20,9 | 26,2 | 29,5 | 30,0 | 25,4 | 19,2 | 14,6 | 11,1 | 9,9      | 16,6     | 28,6     | 19,7     | 18,7 |
| T. min. media (°C) | 2,4  | 2,7  | 4,4  | 7,2  | 10,6 | 14,5 | 16,9 | 17,2 | 14,5 | 10,5 | 7,0  | 4,7  | 3,3      | 7,4      | 16,2     | 10,7     | 9,4  |

- Classificazione climatica di Rapolla:
  - Zona climatica D;
  - Gradi giorno 1676;
  - Direzione prevalente dei venti da Ovest.

## Storia
Resti di una mastodontica necropoli trovati in località Toppo d'Avuzzo testimoniano che il territorio di Rapolla fu abitato già nel neolitico.

### Storia greca e romana
La leggenda vuole che la sua nascita sia da collocarsi nell'XI secolo a.C. ad opera dei discendenti del mitico eroe Diomede che costruirono nella zona tra il Vulture e l'Ofanto alcuni templi tra cui quello di Venere a Rocchetta e quello di Apollo a Rapolla,
da cui l'etimo dell'antica Strapellum che potrebbe essere derivato da stratiotai apollon che significa soldati a guardia del Tempio di Apollo.

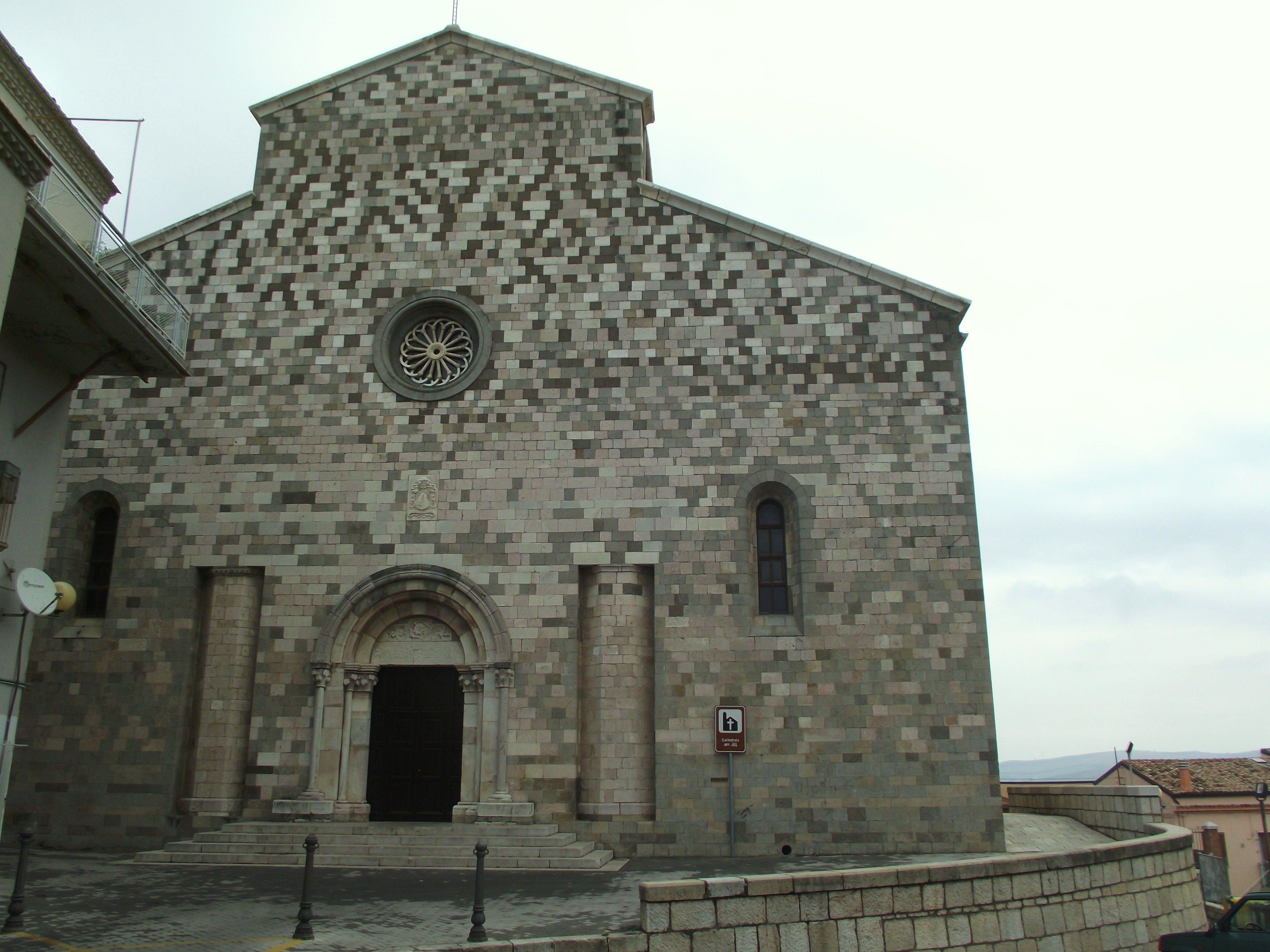
Facciata della concattedrale di Rapolla

La storia ufficiale di Rapolla risale al V secolo a.C. ad opera dei coloni greci che fondarono, in Italia meridionale ed insulare, la Magna Grecia. Assieme ai maggiori centri dell'epoca: Metaponto, Heraclea, Taranto, Siponto, Bari, Lucera e Troia, Rapolla si configura come una delle sentinelle greche più estreme nell'entroterra.
Notizie più precise sono legate alla battaglia di Heraclea nel III secolo a.C., sulle coste ioniche, quando le truppe del generale romano Luscino ritiratosi nell'entroterra lucano dopo la sconfitta con i greci di Pirro e i loro Trenta Elefanti, si accamparono sulle Terrazze del Cerro site a oriente del territorio rapollese; di lì i romani intravidero una fortificazione ai piedi del Monte Vulture: era l'allora Strapellum, un fortilizio militare con un tempio greco al centro dominato da una torre; quando i soldati romani oltrepassato il vallone dell'Ontrolmo entrarono a Strapellum, ansiosi di incontrare la Cavalleria Lucana, videro gente riversa a terra e resti di battaglia; allora, convinti di non aggiungere "sangue al sangue" i soldati romani posero sulla porta del paese (presumibilmente l'Arco dell'Annunziata) una mattonella di terracotta rossa con un'iscrizione recante due serpenti attorcigliati che nel linguaggio militare romano di allora voleva dire, "Attenzione: è luogo sacro, non si passa, non si fa rumore". Tale significato attribuito ai due serpenti rimane dubbio in quanto oggi sullo stemma comunale i due serpenti attorcigliati stanno a raffigurare le due fiumare Melfia e Ontrolmo che delimitano, sui versanti nord e sud, il vecchio centro abitato.
In epoca romana si hanno notizie legate alla battaglia contro Annibale in contrada "Querce d'Annibale" dove il condottiero africano si sarebbe accampato prima della battaglia contro il console Marco Claudio Marcello della vicina Venusia, nel 210 a.C.
In epoca romana Strapellum faceva parte dell'Apulia e fu nominata da Plinio (circa 70 d.C.), nell'elenco delle città Daune, ed aveva un'importante funzione di crocevia per i traffici lungo la via Appia, assieme alla vicina Venusia, come testimonia il ponte ancora ben conservato in località Toppo d'Avuzzo.
Altra testimonianza d'epoca romana è il Sarcofago di Rapolla rinvenuto nel 1856 in località Albero in Piano, lungo il tracciato della via Appia antica. Il monumento in marmo è tra i migliori esempi di arte funeraria dei maestri dell'Asia Minore, esso raffigura nella parte inferiore una serie di divinità e sul coperchio una donna dormiente. Conservato oggi nella torre dell'orologio del castello di Melfi, la sua datazione è da riferirsi intorno alla seconda metà del II secolo d.C.
Un'argomentata ipotesi è che il monumento possa essere appartenuto a un'esponente della gens Brutia. Gruppo familiare di origini lucane, asceso a grande potenza in età imperiale e molto legato alla dinastia degli Antonini, al punto che Bruzia Crispina sposerà l'imperatore Commodo.

### Storia medievale

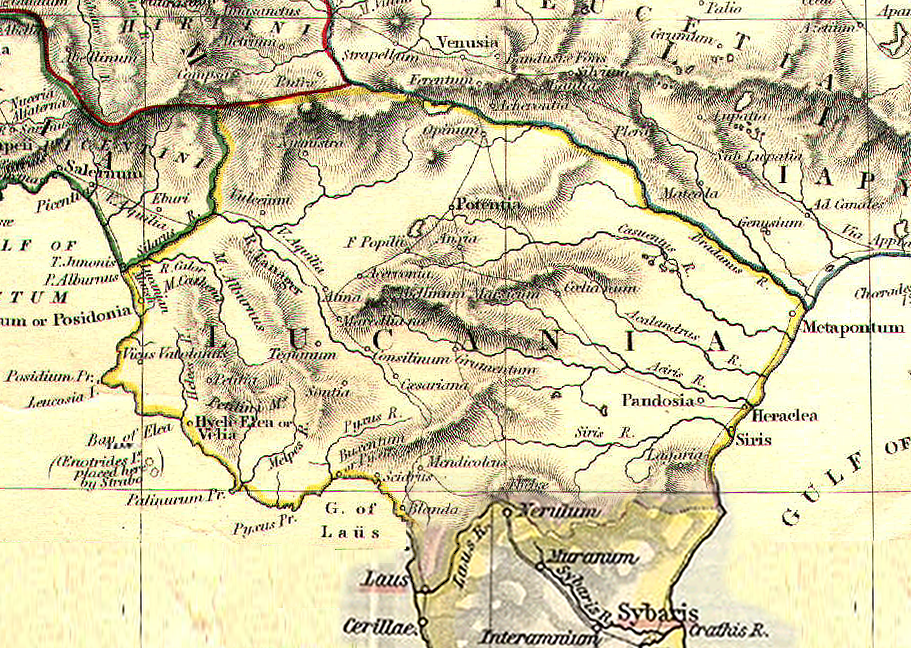
Strapellum, lungo la via Appia, in epoca romana, secondo The Historical Atlas

Roccaforte longobarda della "Contea di Conza" costruita sulle rovine dell'antica Strapellum, accolse alla fine del secolo X una fiorente comunità basiliana. All'inizio del secolo XI, fu conquistata dai Normanni subito dopo Melfi.
Fu sede vescovile per quasi 1000 anni (dal 603 al 1528, anche se le datazioni ufficiali riportano l'anno 603, e, con un grosso vuoto storiografico si passa dal 1026 al 1528) per mano di Papa Gregorio I che nell'anno 603, a premura di Teodolinda regina dei Longobardi e del Re Agilulfo, per assecondare il desiderio dei Principi di Rapolla, fonda la Diocesi con Agnus I, primo Vescovo di Rapolla
Nel 1127 fu assalita e saccheggiata da Lotario II. 
Schieratasi in favore di Roberto di Loritello, fu assalita e distrutta dai Normanni nel 1163. Ricostruita e fortificata da Guglielmo il Buono, fu terra demaniale sotto gli Svevi. 
Ribelle a Manfredi dopo la morte di Corrado, fu riconquistata da Galvano Lancia che la tenne sino al 1266. Assegnata da Carlo I d'Angiò a Giovanni Galard, ad Herveo de Chevreuse e poi ad Anselino de Toucy, alla fine del secolo XIII era feudo di Ugone de Sully.

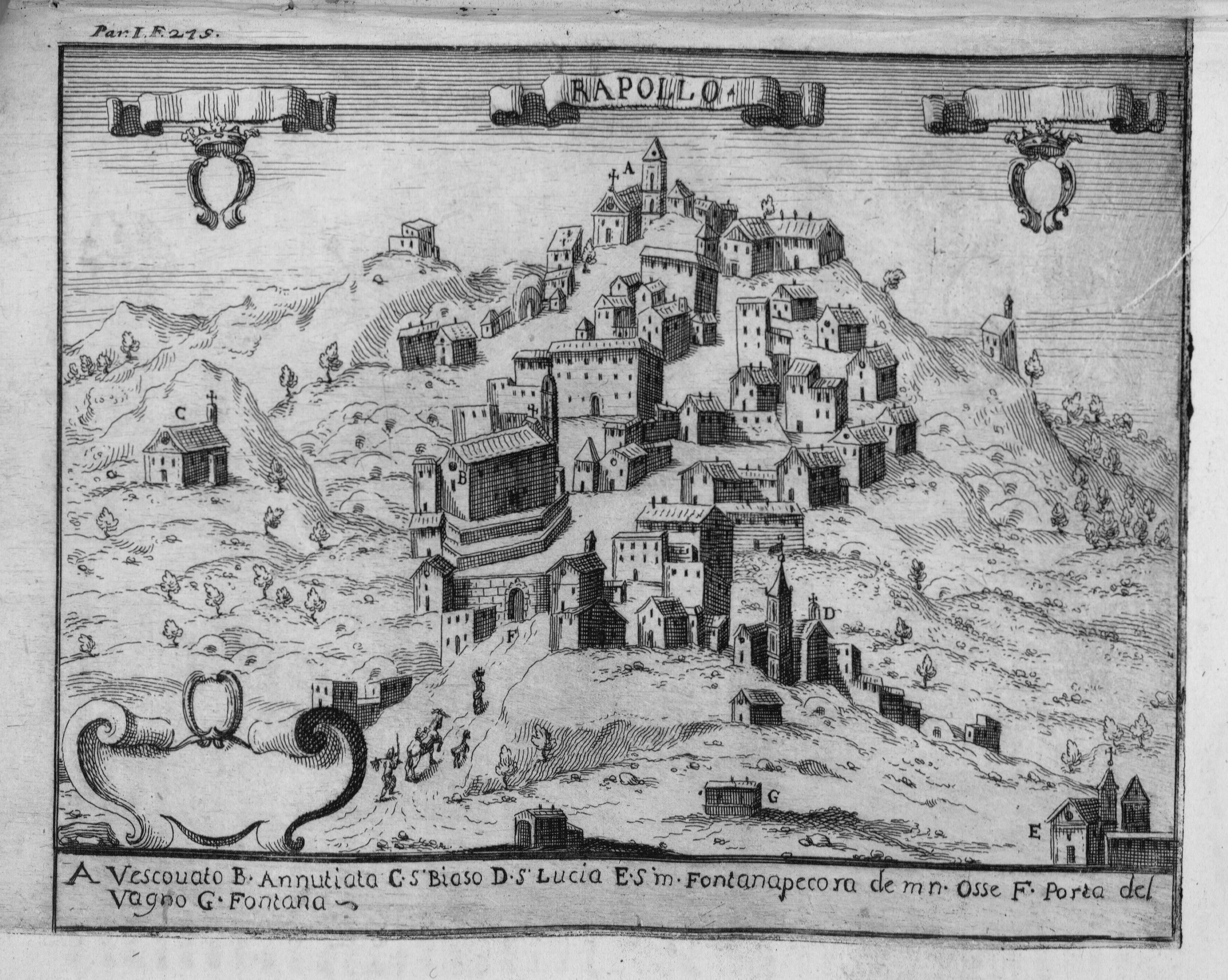
Rappresentazione di Rapolla ne Il Regno di Napoli in Prospettiva di Giovan Battista Pacichelli (1703).

Roberto d'Angiò l'assegnò alla regina Sancha d'Aragona che la vendette nel 1344 al Conte di Mirabella. Incamerata dalla Corona, nel 1416 fu incorporata nello feudo di Melfi ed assegnata a Giovanni Caracciolo. Nel 1532 Carlo V la concesse a Diego Orlando de Mendoza. 
Feudo di Ruiz Gomez de Silva nel 1554, fu assegnata nel 1567 a Nicola Grimaldi con il titolo di conte. Passata ai Gesualdo, nel 1603 fu acquistata da Ettore de Brayma. Da questi passò nel 1621 ai Carafa, nel 1632 a Lelio Penchi ed ai Caracciolo.

## Monumenti e luoghi d'interesse

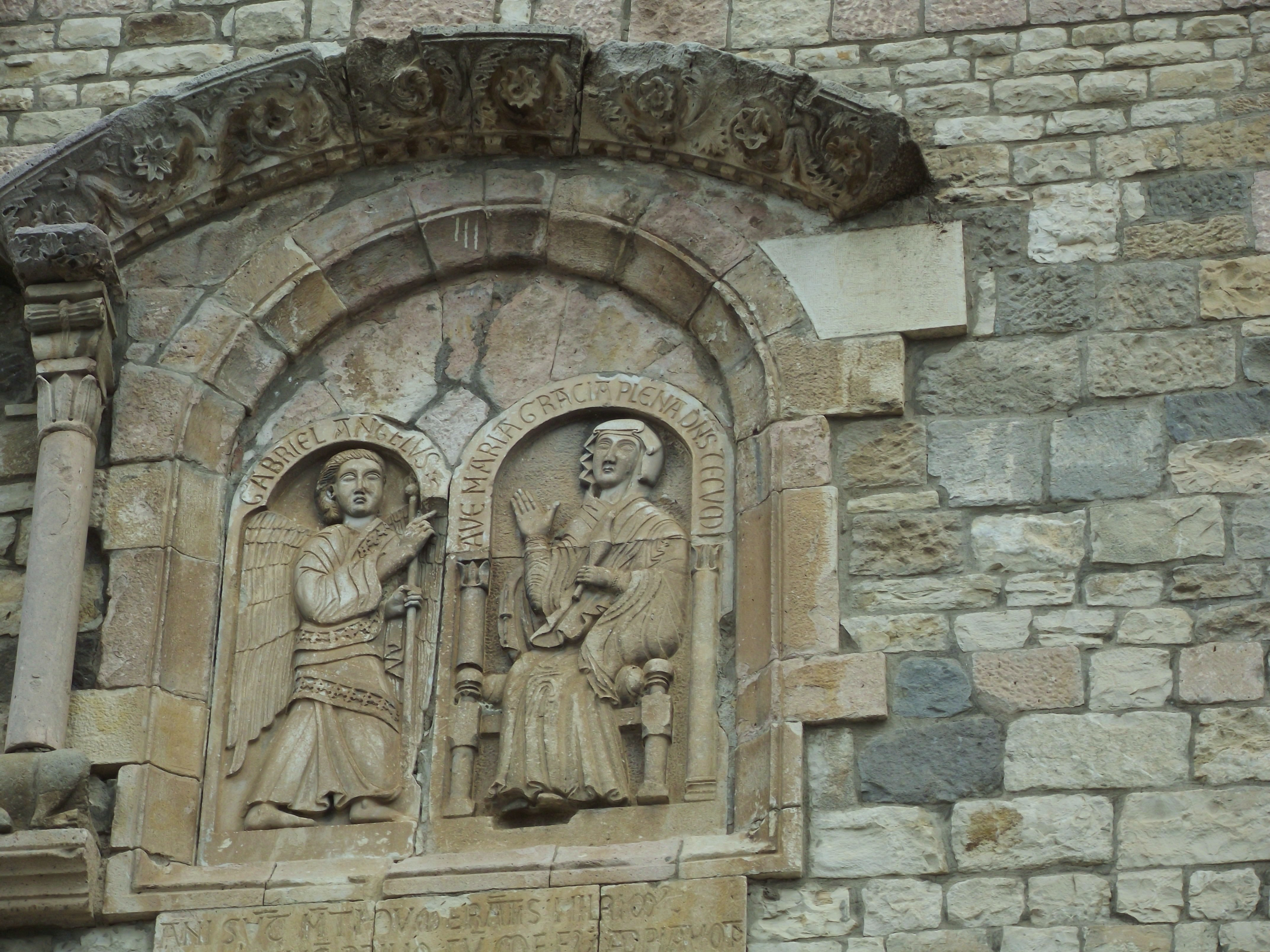
Bassorilievo dell'Annunciazione (fianco destro della concattedrale di Rapolla)

Rapolla in quanto storica sede vescovile vanta un alto numero di costruzioni sacre anche rurali. Si contano tre conventi, due monasteri, tre croci, dieci laure, cinque eremi, sette chiese, e, se si considera il passato come curia vescovile, perfino la badia di Santa Maria di Pierno e la badia di Monticchio.

### Chiesa di Santa Lucia

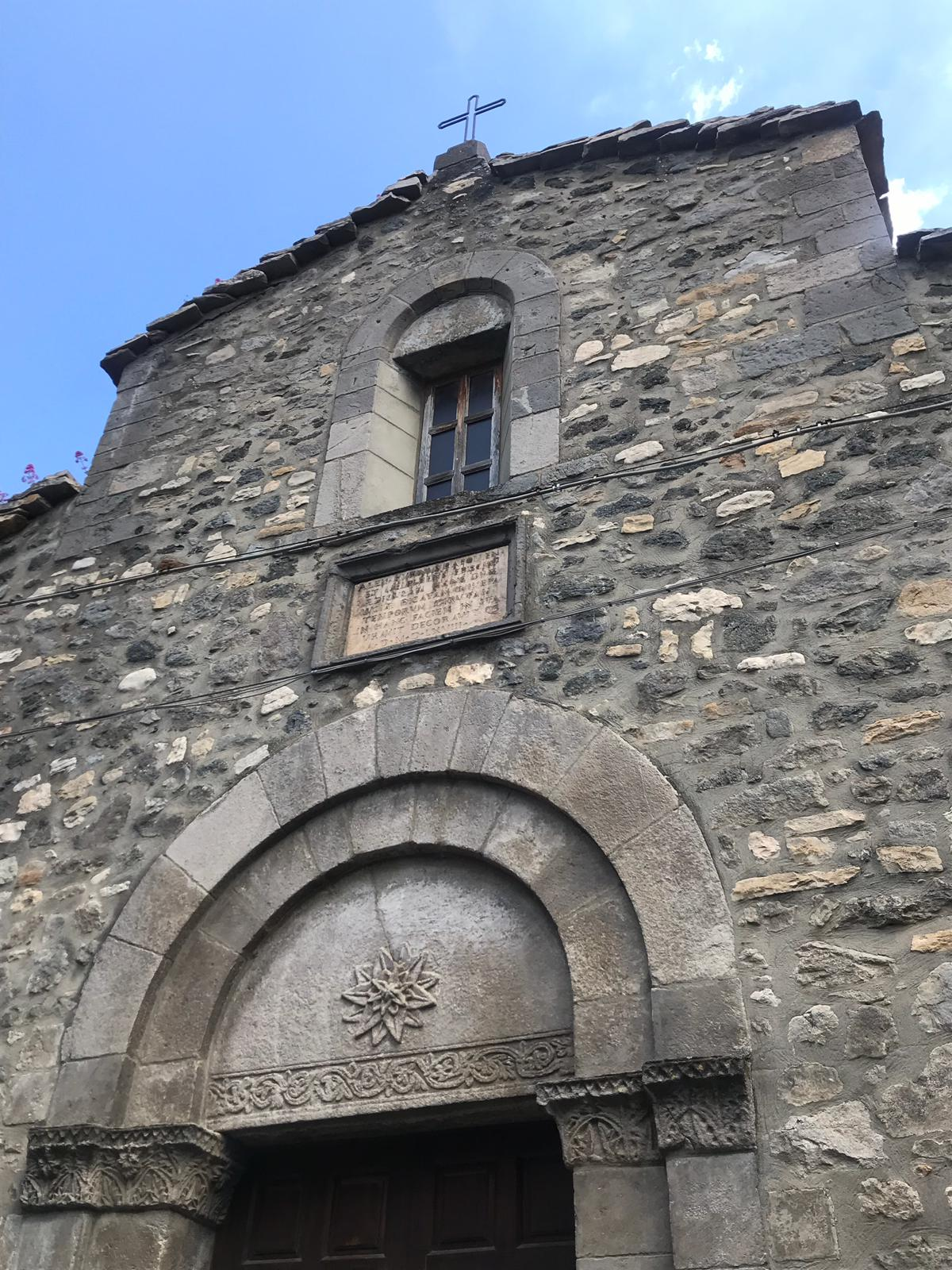
Facciata della chiesa di Santa Lucia

Di origine normanna e ispirata a modelli bizantini, fu la prima cattedrale di Rapolla. Ha una forma planimetrica di epoca romanica derivante dalla fusione della pianta a croce greca con la basilicale latina a tre navate. Si ottiene così un organismo basilicale costituito da un doppio schema di chiesa a croce greca posto l'uno di seguito all'altro, con la saldatura nell'asse trasversale mediano. Le navate sono coperte da volte a botte quella principale e da volta a crociera le navate laterali. I due vani di incrocio sono coperti da una cupola ellittica. In ogni cupola il raccordo tra la calotta e le pareti verticali di sostegno è risolto con pennacchi sferici. La luce penetra da due finestrelle situate all'altezza del raccordo e disposte secondo l'asse longitudinale dell'edificio. L'assetto esterno risulta molto variato e improntato alla caratteristica volumetria bizantina. La facciata principale, orientata ad ovest, segue il profilo dell'ordinamento interno delle navate, con la nuda parete a intonaco, appena ravvivata dal chiaroscuro del portale e della finestra soprastante. Il portale, improntato su modelli pugliesi, ha gli stipiti coi capitelli a foglie d'acanto spinoso e l'architrave, ornato da girali di tralci, con doppio arco di scarico. La soprastante finestra, che illumina la navata centrale, ripete lo schema architravato con archivolto, del portale. L'abside a pianta semi circolare, sporge sulla facciata est e si eleva col ripido tetto conico sino al culmine delle falde di copertura della navata centrale. La nuda parete curva è interrotta dalla finestrella assiale per il mistico raggio di sole sull'altare. Lateralmente si apre la finestrella per la luce alle rispettive navate. Le rettilinee facciate laterali, orientate a nord e a sud, denotano la varia volumetria delle coperture con predominio dei due tiburi, ognuno composto da un basso parallelepipedo quadrangolare con sovrastante tetto piramidale, di chiara derivazione pugliese. In queste facciate si aprono finestre assai limitate, specie di feritoie con strombatura interna, la cui luce non raggiunge 20 cm. di larghezza e un metro di altezza. Il campanile, che si eleva sul fianco sud della chiesa, conserva l'antica fisionomia sino al livello della cella campanaria. Esisteva su questo lato il palazzo vescovile. La erezione della nuova e più vasta cattedrale, iniziata nel 1209 dal vescovo Riccardo e consacrata nel 1253 da Giovanni II d'Anglona, segnò il declino dell'antica chiesa di S. Lucia che, spogliata delle pregevoli opere d'arte, fu chiusa al culto. Non esistono notizie sullo stato di conservazione dello edificio nei secoli seguenti è certo però che esso doveva trovarsi in tristi condizioni quando fu visitato dal vescovo Alessandro Rufino (A.D. 1568) che, preoccupato dall'imminente crollo, decise di ripararla a proprie spese e restituirla al culto. Dopo i lavori fu ufficiata dalla congrega di San Michele, la quale vi fece eseguire la sostituzione dell'antico altare e la creazione di un vano sotterraneo per la tumulazione dei defunti. Nel secolo seguente l'interno del tempio fu ulteriormente svilito con trite decorazioni barocche e l'apertura di due finestre nella facciata principale. Dopo i vari restauri la chiesa di Santa Lucia è stata riportata allo stato originale. L'anno di costruzione della chiesa si deve assegnare a qualche decennio dopo la metà dell'XI secolo.

### Concattedrale di Santa Maria Assunta
La cattedrale fu costruita su un'antica chiesa paleocristiana distrutta dai melfitani nel 1183 (chiesa paleocristiana che a sua volta fu costruita su un tempio greco). I lavori iniziarono nel 1209 con la costruzione del campanile ad opera di Mastro Sarolo da Muro Lucano, al quale si deve la paternità dei bassorilievi raffiguranti l'Annunciazione e il Peccato originale; l'opera fu commissionata dal vescovo Riccardo. La cattedrale fu ultimata nel 1253 da Melchiorre di Montalbano, autore del portale tardo-romanico, sotto il vescovo Giovanni II. All'interno dell'ex cattedrale sono custoditi: un crocifisso ligneo policromo del XIII secolo (croce ad albero del tipo gotico-renano), tra i più belli dell'arte meridionale; statua lignea del XII secolo (Santa Maria in Elice); un dipinto su tavola con colori a tempra raffigurante la Madonna nera con Bambino in braccio di arte bizantina del 1278; i due dipinti di Giovan Battista Vela del 1777 (San Giuseppe con bambino e la Madonna con Bambino e Santi. La chiesa all'interno si presenta con un impianto a tre navate a croce latina, divise da pilastri, i cui primi quattro hanno forma ottagonale. I primi due sono attualmente inglobati nella facciata, che un tempo doveva essere più avanzata. All'attività del Melchiorre sono attribuiti oltre al portale della chiesa, i due imponenti pilastri cruciformi con otto colonnine incastrate e i semi-pilastri corrispondenti nelle navate laterali. Le campate successive sono frutto di un intervento trecentesco, ad opera del vescovo Pietro Scarrier, confessore della regina Sancia d'Aragona e precettore di San Ludovico d'Angiò, fratello di Roberto d'Angiò). Sui pilatri della navata centrale e laterale compaiono i consueti ornamenti vegetali a “crochets”, sugli altri lati spuntano teste di felini, scimmie, eccetera; tutti simboli allusivi al male, opera di Melchiorre da Montalbano. La cattedrale fu ricostruita più volte a causa dei vari terremoti (1694, del 1930 quando la cattedrale fu completamente distrutta e riaperta al culto il 15 agosto 1959; nel 1980 subì gravi danni parte della cattedrale e il campanile che con la riapertura al culto nel 2000 fu ulteriormente ribassato).

### Chiesa del Crocifisso
La parte posteriore della chiesa del Crocifisso (eretta su una laura basiliana e restaurata negli anni cinquanta del secolo scorso) accoglie alcune nicchie scavate nella roccia con resti di affreschi deperiti del secolo XIII.

### Chiesa di San Biagio
Non si hanno notizie certe circa la sua fondazione, nemmeno in bolle pontificie. L'unica notizia che segnala la sua presenza è quella di G. Fortunato che nel 1276 la include nell'elenco delle sei parrocchie di Rapolla. Presumibilmente, il primo nucleo della Chiesa di San Biagio viene costruita tra il XII e il XIII secolo su una laura o eremo. La chiesa ha un'architettura modesta, un modello quasi unico nel suo genere, caratterizzato dalla commistione di stile latino e bizantino, con una torretta che si innalza sul tetto. La facciata della chiesa coincide con la parte laterale sinistra, nella quale si aprono la porta d'ingresso rettangolare, sormontata da un'apertura ovale orizzontale, e due monofore ad arco. Il campanile che si eleva a destra della facciata presenta una monofora ad arco e, più in alto, all'altezza della cella campanaria, una bifora a sesto acuto. Secondo alcuni studiosi la torre campanaria ha le caratteristiche di una torre di difesa medievale. All'interno si conservano resti di una cripta rupestre, ridotta ad una nicchia, inglobata nell'edificio in muratura, ove il perimetro laterale destro, addossato alla parete rocciosa occultava una piccola abside interamente affrescata. Il vano conserva un affresco rappresentante la scena della Crocifissione con la Madonna, Maria Maddalena e San Giovanni e un medaglione con Agnello mistico in alto. Nelle pareti laterali altre due immagini raffigurano San Biagio e San Nicola. Dopo alcuni lavori di ristrutturazione, è apparsa una splendida immagine medievale di Santa Caterina di Alessandria, perfettamente riconoscibile, perché rappresentata con la ruota sacrificale. Tutti gli affreschi sono databili tra il XIII e il XIV secolo. Oltre agli affreschi, viene conservata la statua lignea di San Biagio, capolavoro di arte locale del XII secolo (tronco di sorbo), oltre ad essere custodite le sacre reliquie, che il 24 febbraio 2010 furono incastonate nella statua. Essa fu ricostruita nel XVIII secolo secondo uno stile baroccheggiante, inglobando la torre campanaria.

#### Croce di San Biagio
La croce di San Biagio anticamente era in legno, ma i monaci nel 1321 la realizzarono in pietra vulcanica grigia. Nel capitello sono raffigurate quattro figure: San Benedetto, capo del monachesimo occidentale; San Basilio, capo dei monaci basiliani; San Vitale, con mantello tra le mani in procinto di partire; San Guglielmo da Vercelli che si sistema il saio. Nella zona basamentale, sui quattro lati, sono scolpiti i simboli delle quattro confraternite allora esistenti a Rapolla: la figura del Calvario per la confraternita del crocifisso; la figura della morte per l'Annunziata; il cuore per il Sacro Cuore della Cattedrale; la Margherita per Santa Lucia.

### Chiesa dell'Annunziata
Venne costruita nel 1059 da Roberto il Guiscardo; durante i lavori le maestranze ricevettero l'ordine di demolire l'antica chiesetta di Santa Caterina d'Alessandria, la chiesa fu ultimata nel 1071. Sull'antica chiesa venne costruita la chiesa del XVIII secolo di stile barocco. La chiesa presenta una facciata a capanna in muratura. Il portale è in legno; sul portale c'è una lunetta con dentro una targa con la scritta in latino: ANGELUS DOMINI NUNCIAVIT MARIAE-A.D.1770 (L'Arcangelo Gabriele annuncia la lieta novella a Maria), mentre il 1770 è l'anno di fondazione della chiesa. L'organo che in essa si trovava venne donato dalla regina Sancia, moglie di Roberto d'Angiò. Dei quadri presenti nella chiesa è rimasto solo il dipinto di olio su tela dell'Annunciazione del 1700 di scuola napoletana; sulle pareti laterali vi sono le statue lignee di San Pasquale Baylon e di San Vincenzo Ferrer. La porta con piccolo atrio e le colonne costituivano parte integrante dell'antico monastero di Santa Caterina D'Alessandria.

### Porta medievale dell'Annunziata

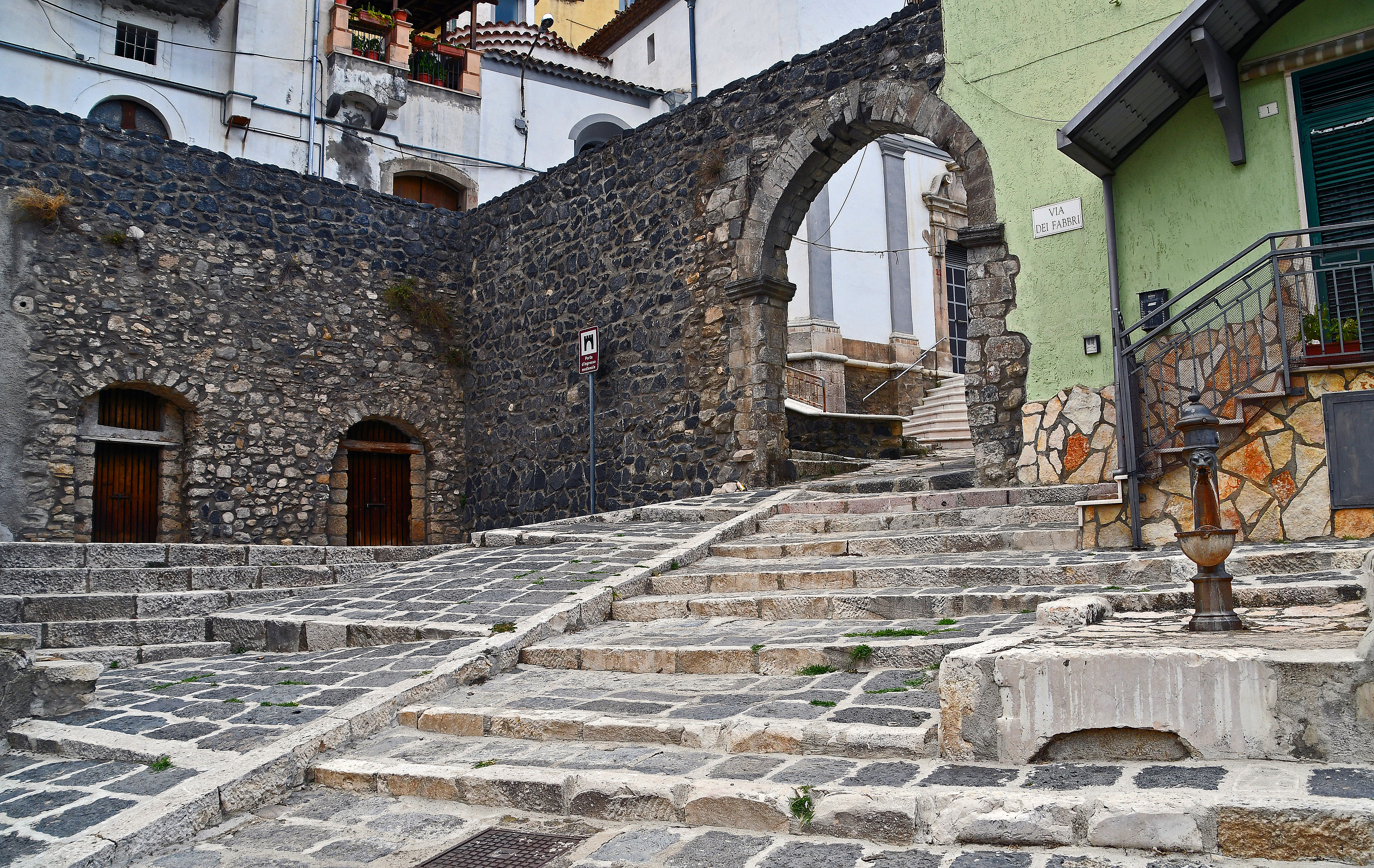
Porta dell'Annunziata e porzione di mura antiche

Insieme alla porta medievale a sesto acuto detta dell'Annunziata, che era la porta d'ingresso principale del paese, si può ammirare una porzione superstite dell'antica cinta muraria di Rapolla. Prima dell'inizio della rampa si può vedere un tiglio secolare.

### Chiesa della Madonna della Stella

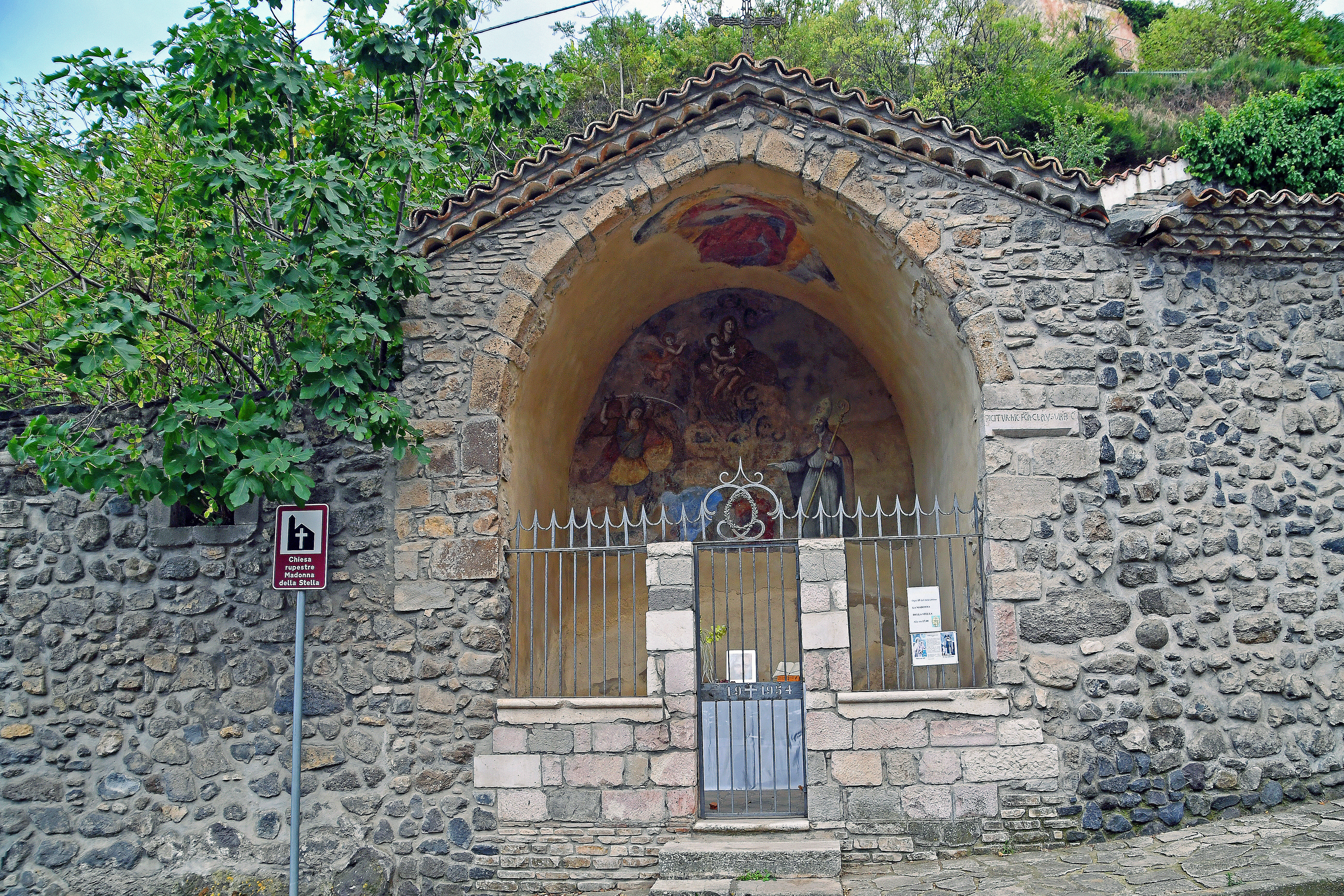
Madonna della Stella

In origine era un eremo che un monaco basiliano ricavò dalle rovine di una cantina danneggiata dal terremoto; poi divenne laura e infine chiesa regolarmente iscritta nei Registri di Camera della Santa Sede, nonostante le ridottissime dimensioni. Con ogni probabilità è l'eremo più antico del paese, essendo l'unico citato sia dalla storiografia bizantina sia dalle opere più famose dei critici d'arte. Sulla parete di fondo una pittura bizantina dell'XI secolo rappresenta la Madonna della Stella con in braccio il Bambino Gesù. Si nota che, diversamente da come generalmente è rappresentato nella storia dell'arte bizantina, il Bambino non ha il braccio alzato in segno di benedizione, ma dà l'impressione di reggere in mano la fulgida stella che vistosa brilla sul petto della Madonna. La rappresentazione ritrae al centro la Madonna; San Biagio a destra e San Michele a sinistra, che con un piede scaccia il demonio.

### Croce sotto il tiglio
La croce in pietra traforata è posizionata su una colonna di pietra grigia. Essa fu innalzata nel 1315, in ricordo della visita del re Roberto d'Angiò che, di ritorno da un viaggio in Puglia, si fermò a Rapolla. Era posta nella piazza sulla quale si aprivano la cantina, il "Trappeto regio", la taverna, il dazio e la stadera, in un punto dove confluivano i "tre tratturi". In tempi più recenti la croce è stata smontata e abbandonata, nell'attesa che venissero ultimati dei lavori di sistemazione del Vallone e solo nel 1983 fu nuovamente rimontata.

### Parco urbano delle cantine
Caratteristica peculiare del territorio di Rapolla sono le cavità ipogee presenti su ogni versante di un crinale tufaceo. Gli stessi fabbricati del centro storico, esposto a sud-est, sono stati edificati a chiusura e in ampliamento di cavità ipogee preesistenti.
Particolare è il sito del Parco urbano delle cantine, istituito con la Legge Regionale 5 febbraio 2010, n. 12 unitamente ai comuni di Barile, Roccanova, Pietragalla, Sant'Angelo Le Fratte e Tolve, ed ubicato esattamente di fronte al centro storico. Il sito, costituito da cavità ipogee con una sola parete di chiusura esterna e, spesso con un cortile antistante, si sviluppa lungo il versante N-O di un crinale digradante con lieve ed omogenea pendenza verso N-E, sovrastante il vallone dell'Ontrolmo, oggi via Fosso Tiglio. La rete viaria è costituita da un'arteria principale, via Monastero, che si collega con via Fosso Tiglio, e da numerose vie secondarie che da essa si diramano.
Tali cavità sono destinate da tempi remoti alla conservazione dei vini prodotti sulle vicine colline soleggiate, e la scelta di ubicarle proprio a nord-ovest scaturisce dal fatto che non essendo un'esposizione soleggiata, (a mangós secondo il dialetto locale), consente di contenere le escursioni termiche che possono alterare le temperature interne richieste per la conservazione dei vini.
L'area è stata, circa un decennio prima dell'emanazione della Legge Regionale 12/2010, interessata da un intervento di riqualificazione e recupero architettonico.

## Cultura

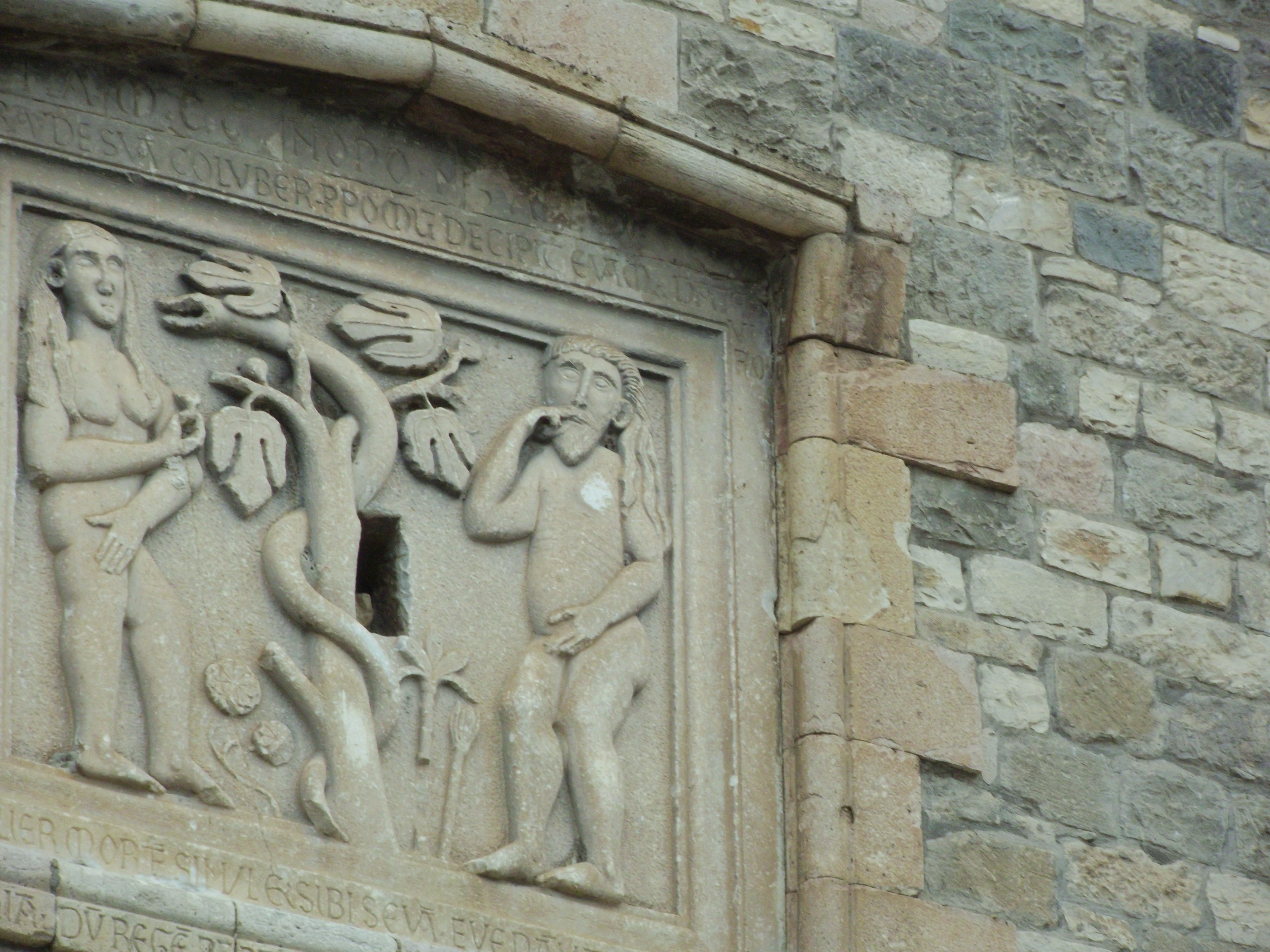
Adamo ed Eva bassorilievo della concattedrale di Rapolla

## Società

### Evoluzione demografica
Abitanti censiti

## Economia
Si coltivano cereali, castagne, fichi, olive, uva e peperoncini piccanti.
Assai attiva è l'industria vinicola (aglianico, malvasia e moscato del Vulture) e olivicola (olio extravergine da uliveti di qualità Coratina o dell'ormai autoctona Ogliarola, importata dagli antichi greci, oggi diffusa e infatti denominata Rapollese).
Abbastanza sviluppato è il turismo legato alle cure termali che sfruttano le proprietà terapeutiche delle acque minerali.
L'economia territoriale, dopo anni di ristagno economico (dal dopoguerra ad inizio anni ottanta), che ha causato consistenti flussi migratori, ha subito prima, negli anni ottanta, un notevole impulso dovuto agli ingenti finanziamenti per la ricostruzione successiva al sisma del 23 novembre 1980 e, negli anni novanta, un nuovo modello economico dovuto all'insediamento del complesso industriale di San Nicola di Melfi che vede impiegata buona parte della manodopera locale.

## Amministrazione

Il gonfalone comunale

## Sport

### Calcio
La principale squadra di calcio della città è l' A.S.D. Rapolla Calcio che milita nel girone A lucano di 1ª Categoria. È nata nel 2007. I colori sociali sono il bianco ed il giallo. Nella stagione 2014/2015 ha militato in Promozione. La squadra gioca le sue partite casalinghe allo Stadio Comunale, che ha una capienza di 800 spettatori.